# Jaylen Nowell
Jaylen Clinton Andrew Nowell (Seattle, Washington; 9 de julio de 1999) es un jugador de baloncesto estadounidense que pertenece a la plantilla de los Capital City Go-Go de la NBA G League. Con 1,98 metros de estatura, ocupa la posición de alero. 

## Trayectoria deportiva

### Universidad
Jugó dos temporadas con los Huskies de la Universidad de Washington, en las que promedió 16,1 puntos, 4,6 rebotes, 2,9 asistencias y 1,2 robos de balón por partido. Fue incluido en el mejor quinteto freshman en 2018 y en el mejor quinteto absoluto de la Pacific-12 Conference al año siguiente, siendo además elegido esa temporada Jugador del Año de la conferencia.

#### Estadísticas
| Año     | Equipo     | PJ | PT | MPP  | %TC  | %3P  | %TL  | RPP | APP | ROB | TPP | PPP  |
| ------- | ---------- | -- | -- | ---- | ---- | ---- | ---- | --- | --- | --- | --- | ---- |
| 2017–18 | Washington | 34 | 31 | 32.5 | .451 | .351 | .800 | 4.0 | 2.7 | 1.1 | .3  | 16.0 |
| 2018–19 | Washington | 36 | 36 | 34.4 | .502 | .440 | .779 | 5.3 | 3.1 | 1.3 | .3  | 16.2 |
| Total   | Total      | 70 | 67 | 33.5 | .476 | .396 | .789 | 4.6 | 2.9 | 1.2 | .3  | 16.1 |

### Profesional
Fue elegido en la cuadragésimo tercera posición del Draft de la NBA de 2019 por Minnesota Timberwolves.
Durante su tercera temporada con los Wolves, el 27 de diciembre de 2021, consigue la mejor anotación de su carrera con 29 puntos ante Boston Celtics.
Tras cuatro temporadas en Minnesota, no renueva y se convierte en agente libre. El 2 de octubre de 2023, firma con Sacramento Kings, pero es cortado el 20 de octubre sin llegar a debutar.
El 2 de octubre de 2023 firmó con los Sacramento Kings, pero fue despedido el 20 de octubre. El 9 de noviembre de 2023 fue incluido en la lista de la noche inaugural de los Stockton Kings.
El 24 de noviembre de 2023 firmó un contrato de diez días con los Memphis Grizzlies, y el 4 de diciembre renovó por diez días más. El 15 de diciembre regresó a Stockton. El 3 de abril de 2024, firma un contrato de 10 días con Detroit Pistons, y el 13 de abril un segundo contrato hasta final de temporada, disputando 4 encuentros con los Pistons.
El 29 de septiembre de 2024 firma con Washington Wizards, pero es cortado el 10 de octubre antes del inicio de la temporada. El 28 de octubre se une a los Capital City Go-Go de la G League, pero el 3 de noviembre firma con New Orleans Pelicans. Sin embargo, fue despedido el 20 de noviembre, regresando a los Go-Go. El 8 de febrero de 2025 firmó un contrato de 10 días con los Wizards, pero no apareció en ningún partido. Tras expirar el contrato, regresó al filial de la G League.

## Estadísticas de su carrera en la NBA

### Temporada regular
| Año     | Equipo      | PJ  | PT | MPP  | %TC  | %3P  | %TL   | RPP | APP | ROB | TPP | PPP  |
| ------- | ----------- | --- | -- | ---- | ---- | ---- | ----- | --- | --- | --- | --- | ---- |
| 2019-20 | Minnesota   | 15  | 0  | 10.1 | .358 | .115 | .941  | .9  | 1.3 | .2  | .1  | 3.8  |
| 2020-21 | Minnesota   | 42  | 0  | 18.1 | .424 | .333 | .818  | 2.3 | 1.5 | .5  | .3  | 9.0  |
| 2021-22 | Minnesota   | 62  | 1  | 15.7 | .475 | .394 | .783  | 2.0 | 2.1 | .4  | .2  | 8.5  |
| 2022-23 | Minnesota   | 65  | 2  | 19.3 | .448 | .289 | .778  | 2.6 | 2.0 | .6  | .1  | 10.8 |
| 2023-24 | Memphis     | 9   | 1  | 17.4 | .400 | .174 | 1.000 | 1.6 | 1.8 | .3  | .0  | 5.7  |
| 2023-24 | Detroit     | 4   | 0  | 14.4 | .522 | .333 | .667  | 2.5 | .8  | .3  | .5  | 7.5  |
| 2024-25 | New Orleans | 8   | 0  | 21.0 | .356 | .296 | .636  | 2.5 | 2.3 | .1  | .5  | 8.4  |
| Total   | Total       | 205 | 4  | 17.2 | .442 | .316 | .792  | 2.2 | 1.9 | .5  | .2  | 8.9  |

### Playoffs
| Año   | Equipo    | PJ | PT | MPP  | %TC  | %3P  | %TL  | RPP | APP | ROB | TPP | PPP |
| ----- | --------- | -- | -- | ---- | ---- | ---- | ---- | --- | --- | --- | --- | --- |
| 2022  | Minnesota | 1  | 0  | 11.9 | .300 | .000 | —    | .0  | 1.0 | 1.0 | .0  | 6.0 |
| 2023  | Minnesota | 5  | 0  | 12.4 | .231 | .333 | .500 | 1.0 | .6  | .0  | .0  | 3.2 |
| Total | Total     | 6  | 0  | 12.3 | .250 | .214 | .500 | .8  | .7  | .2  | .0  | 3.7 |